# Mistrovství Československa jednotlivců na klasické ploché dráze 1971
Mistrovství Československa jednotlivců na klasické ploché dráze 1971 bylo tvořeno 6 závody.

## Závody
Z1 = České Budějovice - 17. 4. 1971
Z2 = Praha - 18. 4. 1971
Z3 = Liberec - 15. 5. 1971
Z4 = Slaný - 16. 5. 1971
Z5 = Svitavy - 3. 7. 1971
Z6 = Březolupy - 4. 7. 1971

## Celkové výsledky
| Pořadí | Jméno             | Klub              | Body | Body celkem |
| ------ | ----------------- | ----------------- | ---- | ----------- |
| 1.     | Václav Verner     | Rudá hvězda Praha |      | 54          |
| 2.     | Jiří Štancl       | Rudá hvězda Praha |      | 51          |
| 3.     | Miloslav Verner   | Slaný             |      | 41          |
| 4.     | Pavel Mareš       | Slaný             |      | 34          |
| 5.     | Milan Špinka      | Rudá hvězda Praha |      | 31          |
| 6.     | Zdeněk Majstr     | Slaný             |      | 27          |
| 7.     | Pavel Busta       | Rudá hvězda Praha |      | 18          |
| 8.     | Jaroslav Volf II  | Ústí nad Labem    |      | 18          |
| 9.     | Jan Holub         | České Budějovice  |      | 16          |
| 10.    | Jan Klokočka      | Slaný             |      | 14          |
| 11.    | Antonín Šváb      | Rudá hvězda Praha |      | 14          |
| 12.    | Miroslav Rosůlek  | Slaný             |      | 10          |
| 13.    | Stanislav Kubíček | České Budějovice  |      | 7           |
| 14.    | Zbyněk Novotný    | Rudá hvězda Praha |      | 2           |
| 15.    | František Ledecký | Rudá hvězda Praha |      | 1           |
| 16.    | Jan Volf          | Ústí nad Labem    |      | 0           |
| 17.    | Karel Voborník    | Ústí nad Labem    |      | 0           |
| 18.    | Josef Lid         | Slaný             |      |             |

Body
1. místo – 15 bodů
2. místo – 12 bodů
3. místo – 10 bodů
4. místo – 8 bodů
5. místo – 6 bodů
6. místo – 5 bodů
7. místo – 4 body
8. místo – 3 body
9. místo – 2 body
10. místo – 1 bod